# Schorndorf (Oberpfalz)
Schorndorf este o comună aflată în districtul Cham, landul Bavaria, Germania.